# Проезд Шокальского
Проезд Шока́льского — улица в Москве, в районах Северное Медведково и Южное Медведково, ближайшие станции метро — «Медведково» и «Бабушкинская» (Северо-Восточный административный округ). Названа в 1964 году в честь Юлия Михайловича Шокальского — учёного-океанографа, исследователя Арктики.

## Расположение
Находится в Северо-Восточном административном округе Москвы, в районах Северное и Южное Медведково. Проезд Шокальского служит продолжением Заповедной улицы, начинается от проезда Дежнёва и заканчивается сразу за Осташковской улицей. Направление до пересечения с улицей Молодцова — с севера на юг, после пересечения — с запада на восток.
Пересекается с улицей Молодцова, Сухонской улицей, Заревым проездом, улицей Грекова и Енисейской улицей. Между Заревым проездом и улицей Грекова транспортное движение по проезду прерывалось из-за пересекающей улицу насыпи Медведковского метромоста (перегон «Бабушкинская» — «Медведково»).
В 2019 году была построена перемычка, соединившая две части проезда. В 2020 году участок был введен в эксплуатацию. Движение было запущено 9 июля 2020 года.
Протяжённость: 2,8 километра.
На улице находятся: Медведковский отдел ЗАГС (на пересечении с улицей Молодцова; до 1992 года — «Кировский ЗАГС»), поликлиника № 218 с круглосуточно работающим травмпунктом, управа района Северное Медведково, православный храм в честь преподобного Серафима Саровского в Раево, Медведковская школьно-базовая столовая, правозащитная организация «Комитет за гражданские права».
В 2019 году у дома 33 на месте пятиэтажных домов, снесенных по программе реновации, был построен сквер «Северная медведица». В сквере установили двухметровую скульптуру из арт-бетона, изображающую символ района — белую медведицу. Для детей обустроили игровые пространства на разный возраст, а в спортивной зоне построили баскетбольную площадку и скейт-парк.

## Общественный транспорт
Движение двустороннее на всём протяжении, было исключение на участке между Заревым проездом и улицей Грекова, где трасса улицы разрывается насыпью Медведковского метромоста. Однако в 2020 было открыто сквозное движение и на этом участке.
Автобусы: 50, 71, с15, 181, 696, 735.
Электробусы: 93 (только к ВДНХ Главный Вход), Н6
Остановки общественного транспорта с начала улицы:
- «Проезд Шокальского»: автобусы 71, 181, 696, с15.
- «Поликлиника № 218»: автобусы 71, 181, 346, 696, с15.
- «Проезд Шокальского, № 15»: автобусы 71, 181, 346, 696, н6 (только к Осташковской улице), С15.
- «Раево»: автобусы 71, 181, 696, с15, н6.
- «Управа района Северное Медведково»: автобусы с15, 71, 181, 696, н6.
- «Заревый проезд»: автобусы с15, 71, 181, 696, н6.
- «Храм Серафима Саровского»: автобусы 50, 93, 735.

Маршрутные такси: 412, 502, 581 (из области).

## Здания и сооружения
Нумерация домов от первого (1) до шестьдесят девятого (69), по левой (нечётной) стороне, и со второго (2) до пятьдесят четвёртого (54) по правой (чётной стороне).
Первоначально застраивалась левая, нечётная сторона улицы, правая сторона улицы была в основном построена в 70-е и первую половину 80-х годов XX-го века.
- Поликлиника номер 218 — дом № 8
- Управа района Северное Медведково — дом № 30, корпус 1
- Кафе «Альбатрос» — дом № 30
- Доп. офис Сбербанка № 7981/01347 — дом № 51
- Ювелирная компания «Платинор» — дом № 23А
- Храм Преподобного Серафима Саровского в Раеве с нижним Храмом Святителя Николая, Архиепископа Мир Ликийских и с крестильным Храмом Введения во Храм Пресвятой Богородицы в Раеве — напротив дома-владения № 61
- Средняя общеобразовательная школа № 276 — дом № 63А
- Японский Ресторан «Тануки» китайской и японской кухни — дом № 67, корпус 2
- МОПБО «Комитет за гражданские права» — дом № 61, корпус 1

### Фотографии
- При пересечении с ул. Молодцова
- У дома № 29, корпус 1
- У дома № 34
- Проезд Шокальского дом 19А